# Бушуєв Олександр Миколайович
Олександр Миколайович Бушуєв, позивний Зоря (рос. Александр Николаевич Бушуев; 24 липня 1974 — 3 липня 2016 біля Харцизька, Україна) — російський військовий злочинець, полковник військ РФ, командир 7 ОМСБр 2 АК. Учасник війни на сході України на боці окупантів.

## Біографія
Народився 24 липня 1974. Закінчив Казанське суворовське військове училище та Далекосхідне вище загальновійськове командне училище
До осені 2015 проходив службу у 83 ОДШБр ЗС РФ на посаді начальника штабу — першого заступника командира бригади. Прославився жорстоким ставленням до особового складу й тим, що змушував підлеглих виконувати гімн РФ, стоячи у протигазах на плацу

### Участь у війні на сході України
У вересні 2015 прибуває на тимчасово окуповані території сходу України, де під іменем «Колосов Олександр Миколайович» (рос. Колосов Александр Николаевич) очолює 7 ОМСБр.
Через некомпетентність та легковажність Бушуєва, бригада постійно несла важкі втрати, внаслідок чого 5 травня 2016 четверо російських офіцерів, що перебували в ОРДЛО написали звернення до начальника військової академії Генштабу ЗС РФ С. Макарова з проханням виключити його з кандидатів на вступ до академії, назвавши Бушуєва посміховиськом та «соромом російської армії».
21 травня 2016 Бушуєв намагався вкрасти та вивезти до Росії авто SUV Acura MDX, що належало зниклому безвісти жителю Донбасу.
За даними ГУР МОУ, навесні 2016 полковник переніс декілька нервових зривів та був відправлений на лікування до психоневрологічного відділення військового шпиталю Ростова-на-Дону, проте вже в червні повернувся в ОРДЛО.

## Ліквідація
3 липня 2016 автомобіль Бушуєва було підірвано на фугасі на залізничному переїзді близ Харцизька. Внаслідок вибуху двоє його охоронців, кадрових військових ЗС РФ дістали важкі поранення, а сам Бушуєв помер, ставши першим полковником ЗС РФ, що офіційно загинув у ході російсько-української війни.
7 липня 2016 полковника було поховано на кладовищі Благовіщенська.
На місці смерті «Зорі» було встановлено пам'ятну дошку.

## Нагороди
- Орден мужності[11] (РФ)
- Медаль ордена «За заслуги перед вітчизною» II ст.[11] (РФ)